# Pedro Carlos de Bourbon
Pedro Carlos de Bourbon e Bragança (em castelhano:  Pedro Carlos Antonio Rafael José Javier Francisco Juan Nepomuceno Tomás de Villanueva Marcos Marcelino Vicente Ferrer Raimundo Raimundo de Borbón y Braganza; Aranjuez, 18 de junho de 1786 — Rio de Janeiro, 26 de maio de 1812) foi um infante dos reinos de Espanha e Portugal. Filho primogênito e único sobrevivente de Gabriel de Bourbon, Infante da Espanha, e de sua esposa Mariana Vitória de Bragança, Infanta de Portugal.

## Biografia

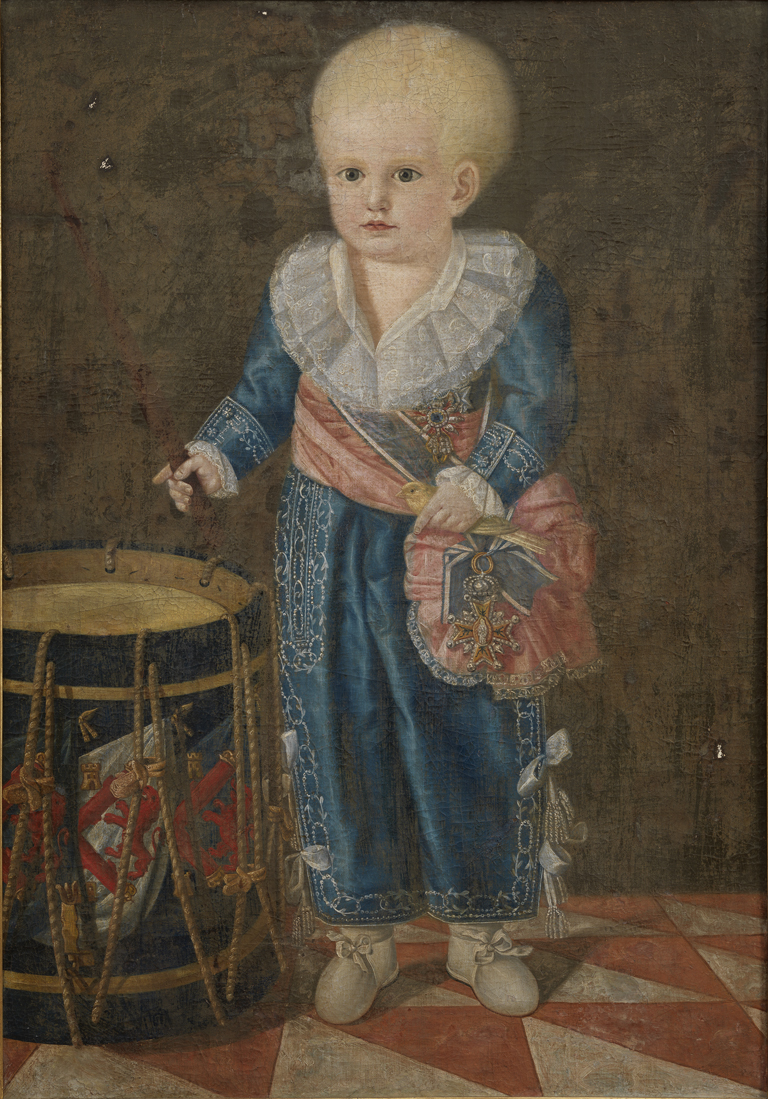
o Infante Dom Pedro Carlos quando criança

Seu pai, um homem muito inteligente, era o filho favorito do rei Carlos III, mas ele e sua esposa morreram em 1788 de varíola. O rei Carlos III também morreu no mesmo ano; seu sucessor Carlos IV de Espanha mandou a criança para Portugal, a pedido de sua avó, a Rainha Maria I de Portugal. Dona Maria I estava preocupada com a sucessão de Bragança e D. Pedro Carlos era então seu único neto. Foi criado por Dona Maria I, que o criou Infante de Portugal.
D. Pedro Carlos herdou uma grande fortuna do pai e foi recebido em Portugal. Em 1792 sua avó foi oficialmente declarada mentalmente incapaz e seu filho João, tio de Pedro Carlos, tornou-se regente de Portugal.

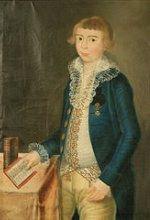
Pedro Carlos de Bourbon e Bragança Infante da Espanha e Portugal

Em 1807, a França invadiu Portugal e a família real mudou-se para o Brasil, incluindo D. Pedro Carlos. Partiram no dia 29 de novembro a bordo do Príncipe Real.
Chegaram a Salvador da Bahia em 2 de janeiro de 1808 e de lá seguiram para o Rio de Janeiro, onde o Infante morava no Palácio de São Cristovão. 
D. Pedro Carlos morreu pouco tempo depois em 1812, tendo sido sepultado no Convento de Santo Antônio.

## Casamento e descendencia
No Brasil, D. Pedro Carlos focou noivo de sua prima Maria Teresa de Bragança, Princesa da Beira, filha de Carlota Joaquina da Espanha e João VI de Portugal, e eles se casaram em 13 de maio de 1810 no Rio de Janeiro.
O casal ficou muito feliz durante os dois anos de casamento, após os quais Pedro Carlos adoeceu e morreu na Quinta da Boa Vista em 4 de julho de 1812.
O casal teve um filho:
- Infante Sebastião de Espanha e Portugal, (Rio de Janeiro, 4 de novembro de 1811 — Madrid, 13 de janeiro de 1876), casou-se por duas vezes, a primeira com a princesa Maria Amália das Duas Sicílias, filha do rei Francisco I das Duas Sicílias e da Infanta Maria Isabel da Espanha, e pela segunda vez com a Infanta Maria Cristina da Espanha, filha do Infante Francisco de Paula da Espanha e da princesa Luísa Carlota das Duas Sicílias. Apenas o segundo casamento teve descendência.